# Pietrowskoje
Pietrowskoje – osiedle typu miejskiego w Rosji, w obwodzie jarosławskim. W 2010 roku liczyło 4875 mieszkańców.